# Барнетт, Чарли
Ча́рли Барне́тт (англ. Charlie Barnett; род. 4 февраля 1988, Сарасота, Сарасота, Флорида, США) — американский актёр. Наибольшую известность ему принесли роли в сериалах «Пожарные Чикаго» (2012—2015) и «Матрёшка» (2019—2022).

## Биография
Барнетт и его сестра были усыновлены. Он вырос в Сарасоте, штат Флорида. Его отец — судостроитель, и до 7 лет Барнетт жил на парусной лодке. Начиная с 6 лет, он выступал в местном театре. Он окончил старшую школу Букера в Сарасоте.
В 2010 году Барнетт окончил Джульярдскую школу.
Барнетт появился в независимых фильмах «Рядовой Ромео» и «Гейби», прежде чем присоединился к основному актёрскому составу сериала «Пожарные Чикаго» в 2012 году. После ухода из шоу в 2015 году, он имел повторяющуюся роль в первом сезоне сериала «Секреты и ложь». В 2017 году Барнетт получил главную роль в сериале «Доблесть», который был закрыт после одного сезона.
В 2019 году Барнетт появился с главными ролями в сериалах «Матрёшка» и «Городские истории». В марте 2019 года было объявлено, что он получил второстепенную роль во втором сезоне сериала «Ты». В июле 2019 года было объявлено, что он получил постоянную роль в финальном сезоне телесериала «Стрела».
Барнетт — открытый гей.

## Фильмография

### Кино
| Год  | Название на русском | Оригинальное название | Роль                           | Примечания             |
| ---- | ------------------- | --------------------- | ------------------------------ | ---------------------- |
| 2006 |                     | Circus Island         | Билли Робартс                  |                        |
| 2011 | Рядовой Ромео       | Private Romeo         | Кен Ли / принц Эскал           |                        |
| 2012 | Гейби               | Gayby                 | Дэниел                         |                        |
| 2012 | Люди в чёрном 3     | Men in Black 3        | офицер военно-воздушных сил #2 |                        |
| 2013 | Счастливо печальные | The Happy Sad         | Аарон                          |                        |
| 2017 |                     | Apple of My Eye       | доктор Копленд                 |                        |
| 2017 |                     | So It Goes            | Дэвид                          | Короткометражный фильм |
| 2018 |                     | The Catch             | Рики                           | Короткометражный фильм |
| 2018 |                     | Blind Sight           | Аарон                          | Короткометражный фильм |
| 2020 | Дублёрша            | The Stand-In          | Саймон                         |                        |

### Телевидение
| Год       | Название на русском                   | Оригинальное название             | Роль                 | Примечания                        |
| --------- | ------------------------------------- | --------------------------------- | -------------------- | --------------------------------- |
| 2010      | Закон и порядок: Специальный корпус   | Law & Order: Special Victims Unit | Чак Миллс            | Эпизод: «Gray»                    |
| 2011      | Закон и порядок: Преступное намерение | Law & Order: Criminal Intent      | доктор Сэм Харрис    | Эпизод: «Cadaver»                 |
| 2013      |                                       | Apex                              | Тим                  | Эпизод: «Pilot»                   |
| 2012-2015 | Пожарные Чикаго                       | Chicago Fire                      | Питер Миллс          | Постоянная роль, 66 эпизодов      |
| 2014-2015 | Полиция Чикаго                        | Chicago P.D.                      | Питер Миллс          | 4 эпизода                         |
| 2016      | Секреты и ложь                        | Secrets and Lies                  | Патрик Уорнер        | Постоянная роль, 10 эпизодов      |
| 2016      | Мэри + Джейн                          | Mary + Jane                       | Итан                 | Эпизод: «Jenéeuary»               |
| 2016      | Реанимация                            | Code Black                        | Брайан Годдард       | Эпизод: «Life and Limb»           |
| 2017      | Оранжевый — хит сезона                | Orange Is the New Black           | Уэс Дрисколл         | Эпизод: «The Reverse Midas Touch» |
| 2017-2018 | Доблесть                              | Valor                             | Иэн Портер           | Постоянная роль, 13 эпизодов      |
| 2019      | Матрёшка                              | Russian Doll                      | Алан Завери          | Постоянная роль, 8 эпизодов       |
| 2019      | Городские истории                     | Tales of the City                 | Бен Маршалл          | Постоянная роль, 10 эпизодов      |
| 2019      | Ты                                    | You                               | Гейб                 | Повторяющаяся роль (2 сезон)      |
| 2019      | Стрела                                | Arrow                             | Джон Диггл — младший | Постоянная роль (8 сезон)         |
| 2024      | Аколит                                | Star Wars: The Acolyte            | Йорн                 |                                   |